# إيليزا باترورث
إيليزا باترورث (بالإنجليزية: Eliza Butterworth)‏ هي ممثلة بريطانية، ولدت في 24 يوليو 1993 في لنكولنشاير في المملكة المتحدة.

## وصلات خارجية
- إيليزا باترورث على موقع IMDb (الإنجليزية)
- إيليزا باترورث على موقع قاعدة بيانات الفيلم (الإنجليزية)